# Кобленц (Ааргау)
Кобленц (нім. Koblenz AG) — громада  в Швейцарії в кантоні Ааргау, округ Цурцах.

## Географія
Громада розташована на відстані близько 95 км на північний схід від Берна, 29 км на північний схід від Аарау.
Кобленц має площу 4,1 км², з яких на 19,7% дозволяється будівництво (житлове та будівництво доріг), 41,6% використовуються в сільськогосподарських цілях, 29,3% зайнято лісами, 9,4% не є продуктивними (річки, льодовики або гори).

## Демографія
2019 року в громаді мешкало 1689 осіб (+6,8% порівняно з 2010 роком), іноземців було 42,4%. Густота населення становила 414 осіб/км².
За віковим діапазоном населення розподілялося таким чином: 19,6% — особи молодші 20 років, 64,4% — особи у віці 20—64 років, 16% — особи у віці 65 років та старші. Було 727 помешкань (у середньому 2,3 особи в помешканні).
Із загальної кількості 632 працюючих 33 було зайнятих в первинному секторі, 315 — в обробній промисловості, 284 — в галузі послуг.